# Epipactis
Genre
Classification phylogénétique
Epipactis est un genre de plantes herbacées de la famille des orchidées, terrestre et essentiellement eurasiatique. Ce sont des plantes à rhizomes, dont certaines espèces, très inféodées aux forêts, fleurissent en sous-bois.

## Taxonomie
Selon le classement proposé par Erich Klein en 2005 :
- Section Arthrochilium
  - Epipactis palustris (L.) Crantz
- Section Cymbochilium
  - Epipactis veratrifolia
- Section Epipactis
  - Sous-section Epipactis
    - Epipactis degenii (Grèce)
    - Epipactis densifolia
    - Epipactis duriensis
    - Epipactis guegelii (Roumanie)
    - Epipactis helleborine (L.) Crantz (Afrique du Nord et Europe à Chine)
      - Epipactis helleborine subsp. latina
      - Epipactis helleborine subsp. neerlandica
      - Epipactis helleborine subsp. orbicularis (Syn. Epipactis helleborine subsp. distans)
      - Epipactis helleborine subsp. tremolsii

    - Epipactis heraclea
    - Epipactis lapidocampi (Autriche)
    - Epipactis turcica (îles Égéennes et Turquie)

  - Sous-section Porphyreochromatae
    - Epipactis bythinica (Turquie)
    - Epipactis lusitanica (Portugal)
    - Epipactis meridionalis (Italie)
    - Epipactis pollinensis (Italie)
    - Epipactis pseudopurpurata (Slovaquie)
    - Epipactis rechingeri (Iran)
    - Epipactis troodi (Chypre, Turquie)
    - Epipactis purpurata

  - Sous-section Autogamepactis
    - Epipactis aspromontana (Italie)
    - Epipactis bugacensis (Hongrie)
    - Epipactis campeadori (Espagne)
    - Epipactis cretica (Crète)
    - Epipactis danubialis (Roumanie)
    - Epipactis dunensis (Grande-Bretagne)
    - Epipactis flaminia (Europe centrale et Europe de l'est)
    - Epipactis futakii (Europe centrale et Europe de l'est)
    - Epipactis greuteri (Grèce)
    - Epipactis komoricensis (Europe centrale et Europe de l'est)
    - Epipactis leptochila (Europe)
    - Epipactis muelleri (Europe centrale et Europe de l'ouest)
    - Epipactis nauosaensis (Grèce)
    - Epipactis neglecta
    - Epipactis nordeniorum (Autriche)
    - Epipactis olympica (Grèce)
    - Epipactis peitzii
    - Epipactis placentina (Suisse et Italie)
    - Epipactis pontica (Europe centrale - Turquie)
    - Epipactis provincialis (France)
    - Epipactis rhodanensis (France - Autriche)
    - Epipactis sancta
    - Epipactis schubertiorum (Italie)
    - Epipactis voethii

- Section Ripariphilae

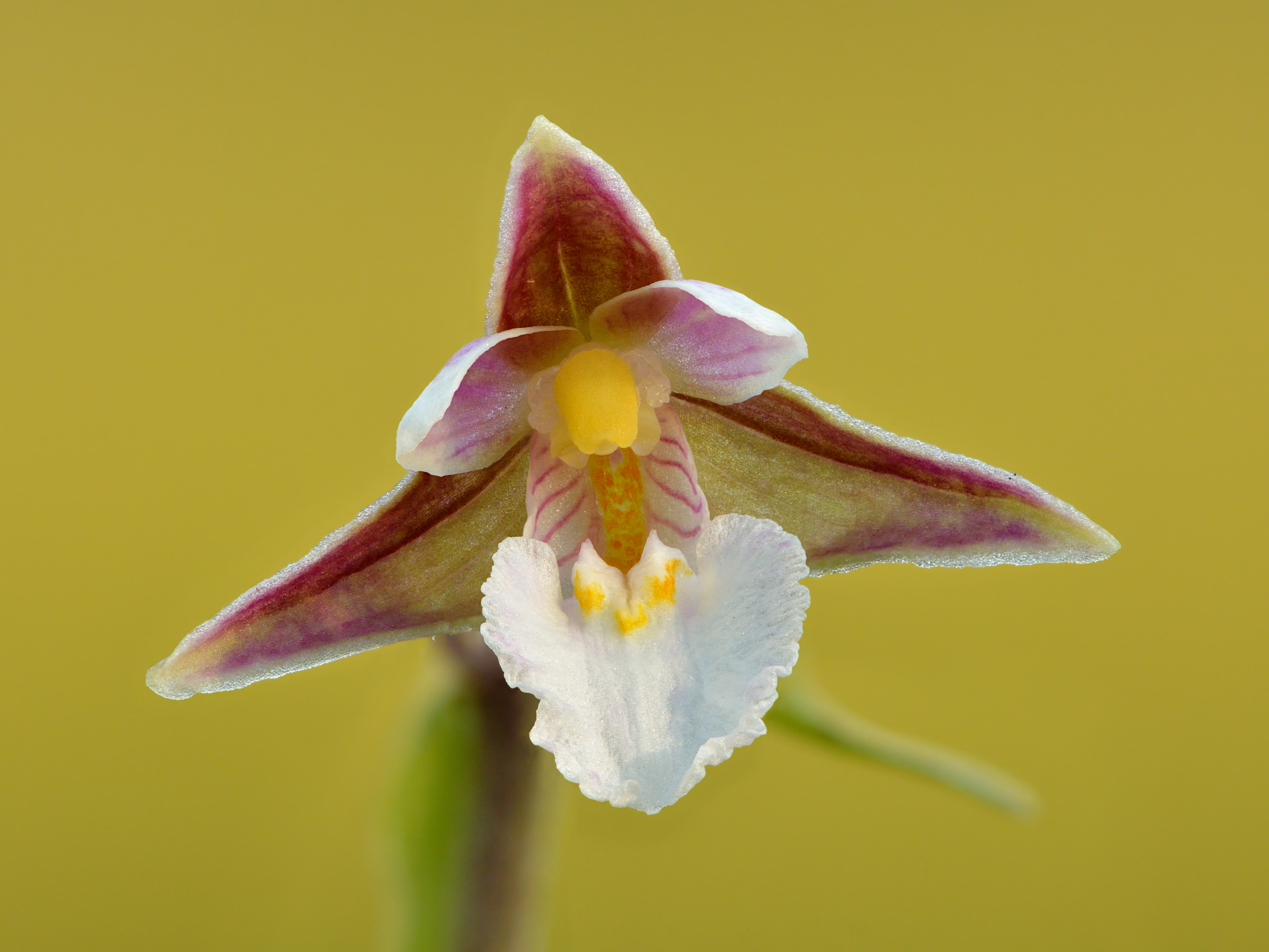
Epipactis palustris

  - Epipactis albensis (Europe centrale)
  - Epipactis confusa
  - Epipactis fageticola
  - Epipactis fibri
  - Epipactis gracilis
  - Epipactis mecsekensis (Hongrie)
  - Epipactis moravica (République tchèque, Slovaquie, Hongrie)
  - Epipactis persica (Sud-est de l'Europe - Pakistan)
  - Epipactis phyllanthes (Nord-ouest de l'Europe)
  - Epipactis stellifera (Suisse)
  - Epipactis tallosii (Slovaquie, Hongrie)

- Section Rhytidochilum

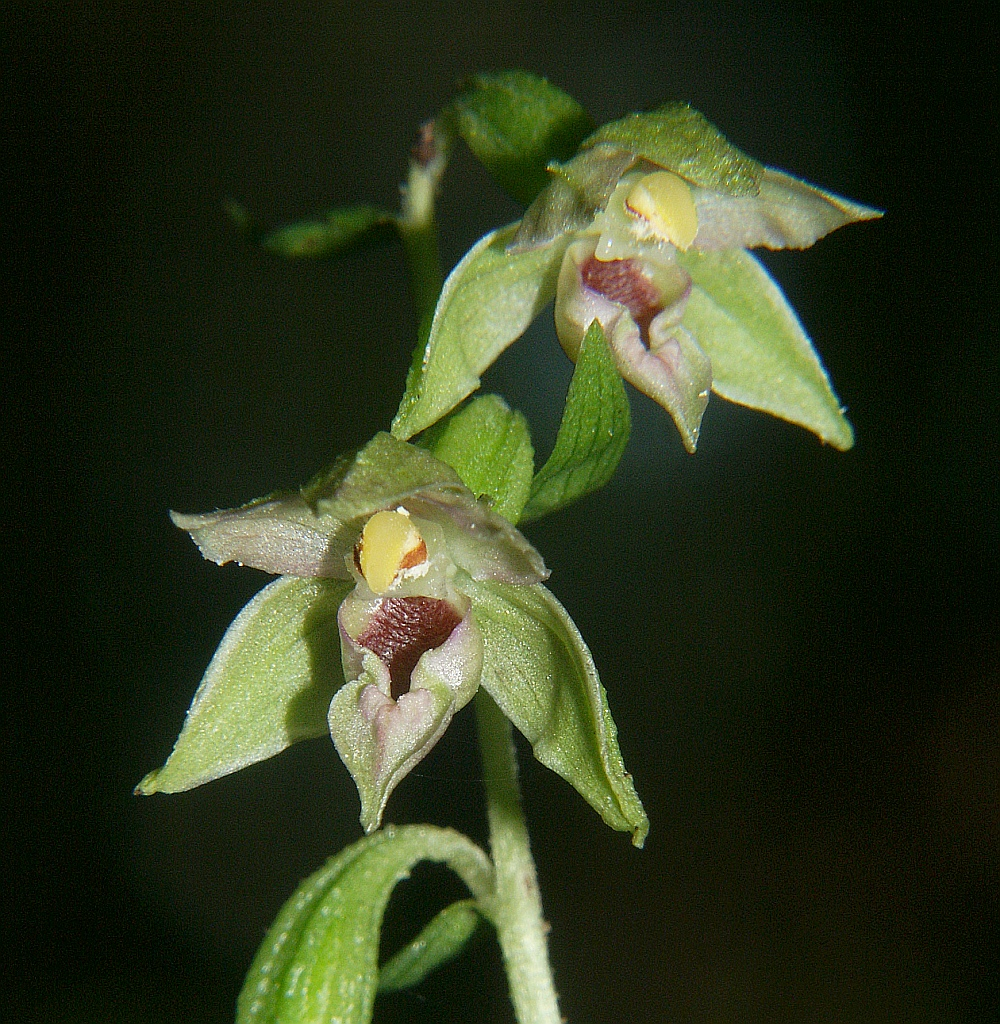
Epipactis leptochila

  - Epipactis atrorubens (Hoff.) Besser (Nord-Ouest de l'Europe - Caucase)
  - Epipactis condensata (Chypre - Liban - Caucase)
  - Epipactis kleinii (Sud de la France - Nord-ouest de l'Espagne)
  - Epipactis microphylla (Europe - Iran)
  - Epipactis spiridonovii (Bulgarie)
  - Epipactis subclausa (Grèce)

Quelques espèces n'ont pas encore été placées :
- Epipactis africana (Éthiopie - Malawi)
- Epipactis atromarginata (Vietnam)
- Epipactis flava (Laos, Thaïlande)
- Epipactis gigantea Dougl. ex Hook. (Ouest du Canada - Nord du Mexique)
- Epipactis mairei (Népal - Chine)
- Epipactis magnibracteata (Chine)
- Epipactis ohwii (Taiwan)
- Epipactis tenii (Chine)
- Epipactis thunbergii  (Sud de la Russie - Corée et Japan)

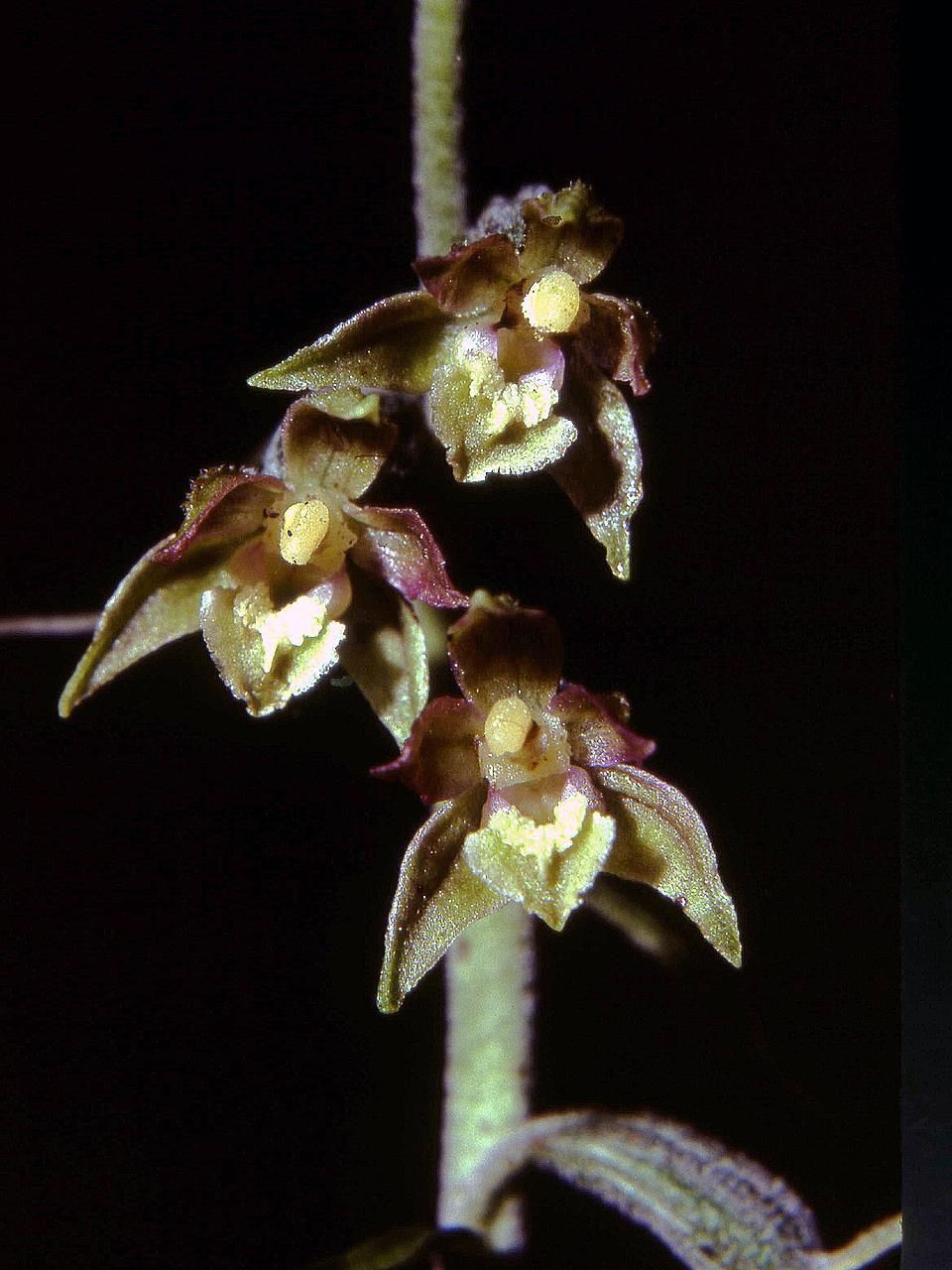
Epipactis microphylla

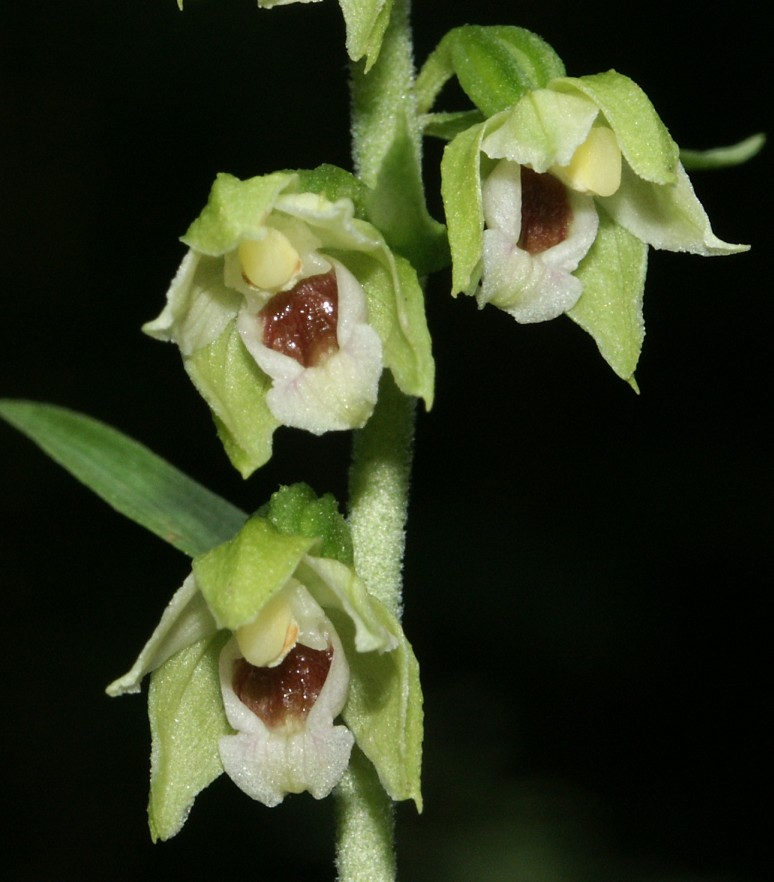
Epipactis muelleri

- Epipactis ulugurica (Tanzanie)

## Principaux caractères
- Les feuilles ont des nervures marquées, elles sont embrassantes à la base et réparties le long de la tige.
- Les fleurs en grappes assez lâches sont rougeâtres ou verdâtres.
- Le labelle est divisé en deux parties, à la base, il contient du nectar.